# Tiro esportivo nos Jogos Pan-Americanos de 2007 - Fossa dublê masculino
A competição de fossa olímpica dublê masculino foi um dos eventos do tiro esportivo nos Jogos Pan-Americanos de 2007, realizado no Complexo Esportivo Deodoro.

## Medalhistas
| Ouro   | USA Josh Richmond        |
| Prata  | USA Jeff Holguin         |
| Bronze | PUR Lucas Bennazar Ortiz |

## Resultados

### Qualificatória
| Pos. | Nome                     | R1 | R2 | R3 | Total |
| ---- | ------------------------ | -- | -- | -- | ----- |
| 1    | USA Josh Richmond        | 47 | 44 | 47 | 138   |
| 2    | USA Jeff Holguin         | 46 | 46 | 43 | 135   |
| 3    | PUR Lucas Bennazar Ortiz | 43 | 45 | 45 | 133   |
| 4    | GUA Fernando Brol        | 50 | 43 | 37 | 130   |
| 5    | BRA Filipe Ruzaro        | 42 | 44 | 42 | 128   |
| 6    | BRA Luiz Fernando Graça  | 41 | 42 | 41 | 124   |
| 7    | PUR Jose Torres Laboy    | 47 | 41 | 35 | 123   |
| 8=   | CAN Tye Bietz            | 40 | 43 | 39 | 122   |
| 8=   | DOM Elvin Rodgers        | 43 | 37 | 42 | 122   |
| 10   | PER Francisco Boza       | 44 | 41 | 33 | 118   |
| 11   | COL Luis Reyna           | 42 | 40 | 35 | 117   |
| 12   | ANT Michel Daou          | 39 | 39 | 38 | 116   |
| 13=  | COL Hernando Vega        | 42 | 39 | 31 | 112   |
| 13=  | CAN Kirk Reynolds        | 39 | 36 | 37 | 112   |
| 15=  | PER Asier Parodi         | 36 | 39 | 36 | 111   |
| 15=  | MEX Ernesto Ponce        | 39 | 39 | 33 | 111   |

## Final
| Pos. | Atleta                   | Qual. | Final | Total |                                  |
| ---- | ------------------------ | ----- | ----- | ----- | -------------------------------- |
| Ouro | USA Josh Richmond        | 138   | 47    | 185   | Recorde dos Jogos Pan-Americanos |
| Ouro | USA Jeff Holguin         | 135   | 45    | 180   |                                  |
| Ouro | PUR Lucas Bennazar Ortiz | 133   | 46    | 179   |                                  |
| 4    | GUA Fernando Brol        | 130   | 43    | 173   |                                  |
| 5    | BRA Filipe Ruzaro        | 128   | 42    | 170   |                                  |
| 6    | BRA Luiz Fernando Graça  | 124   | 41    | 165   |                                  |

Legenda
| Recorde mundial                  | Recorde mundial (World record)               |                       | Recorde africano                      | Recorde africano (African) |                                           | Q | Classificado por posição (Qualified) |
| Recorde dos Jogos Pan-Americanos | Recorde pan-americano (Pan-American record)  | Recorde da América    | Recorde da América (Americas)         | q                          | Classificado por melhor tempo (Qualified) |   |                                      |
| Melhor marca do ano              | Melhor marca do ano (World leading)          | Recorde asiático      | Recorde asiático (Asian)              | DNS                        | Não largou (Did not start)                |   |                                      |
| Recorde nacional                 | Recorde nacional (National record)           | Recorde europeu       | Recorde europeu (European)            | DNF                        | Não terminou (Did not finish)             |   |                                      |
| Recorde pessoal                  | Recorde pessoal do atleta (Personal best)    | Recorde da Oceania    | Recorde da Oceania (Oceania)          | DSQ / DQ                   | Desclassificado (Disqualified)            |   |                                      |
| Recorde da temporada             | Recorde da temporada do atleta (Season best) | Recorde sul-americano | Recorde sul-americano (South America) | NM                         | Sem marca (No mark)                       |   |                                      |